# Закатный город

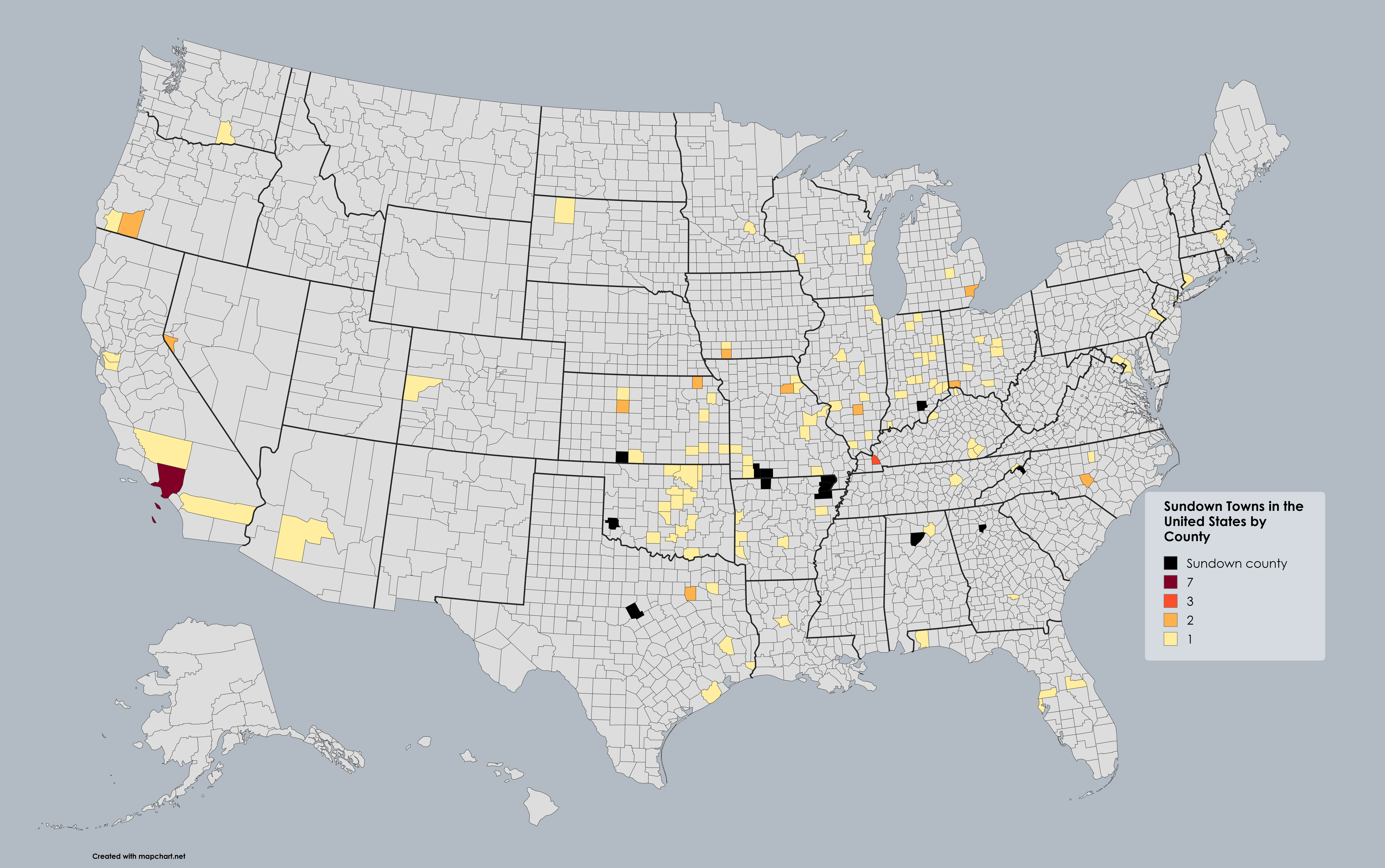
Карта США с административным делением по округам. Черным цветом обозначены округа, которые можно назвать закатными. Цифры показывают количество закатных городов в том или ином округе

«Закатные города» (англ. sundown towns, sunset towns, также «серые города», англ. gray towns) — полностью белые города или районы в США, которые практиковали форму сегрегации, заключающуюся в ограничениях для небелых через комбинации местных дискриминационных законов, запугивание и насилие. Термин происходит от знаков, по которым «цветные люди» должны были покинуть город до заката.

## История
Во время Реконструкции тысячи городов стали «закатными». В одних случаях, исключение было официальной политикой города или продвигалось агентами по продаже домов через ограничительные ковенанты, регулировавшие, кому можно продавать или сдавать недвижимость. В других политику исполняли запугиванием, которое могло выражаться в разных способах, включая травлю со стороны полицейских.
В 1844 году Орегон запретил поселение чернокожих на всей территории. Те, кто не стали уезжать, подлежали порке по закону, известному как «закон порки Питера Барнетта» (англ. Peter Burnett Lash Law), названному в честь первого губернатора Калифорнии Питера Хардемана Барнетта. Ни одного человека не выпороли согласно этому закону; в него быстро внесли поправки, чтобы заменить порку принудительным трудом, а затем в следующем году отменили после изменения состава законодательного собрания. Тем не менее, дополнительные законы, нацеленные на афроамериканцев, въезжающих в Орегон, были ратифицированы в 1849 и 1857 годах, последний из которых не был отменён до 1926 года.
С начала движения за гражданские права чернокожих в 1950-е и 1960-е годы и, в особенности, с введения Закона о справедливом решении жилищных вопросов, запрещающего расовую дискриминацию при продаже, сдаче и финансировании недвижимости, число «закатных городов» снизилось. Но, как пишет социолог Джеймс Лауэн в своей книге на тему, Sundown Towns: A Hidden Dimension of American Racism (с англ. — «Закатные города: Скрытое измерение американского расизма»; 2005), точно подсчитать число «закатных городов» в любое время невозможно, так как большинство городов не держало записей постановлений или вывесок, которые сообщали о «закатном» статусе города. По его оценке, сотни городов в США были «закатными городами» в определённый момент их истории.
Дополнительно Лауэн отмечает, что «закатный» статус не только не давал афроамериканцам жить в этих городах. Фактически все афроамериканцы (а иногда, и другие расовые группы), которые въезжали или были найдены в «закатных городах» после заката, подвергались травле, угрозам и насилию, вплоть до суда Линча.
Дело Верховного суда США «Браун против Совета по образованию» признало в 1954 году сегрегацию школ неконституционной. Социолог Лауэн утверждает, что решение по делу стало причиной того, что некоторые районы на Юге стали «закатными городами». Штаты Миссури, Теннесси и Кентукки испытали решительное снижение числа живущих в них афроамериканцев после этого решения.

## Идентификация
Города, которые испытали серьёзное снижение чернокожего населения между двумя переписями, могут классифицироваться как «закатные», если отсутствие чернокожих было преднамеренным результатом. Исследователи должны удостовериться, что отсутствие чернокожих в городе являлось результатом системной политики, а не демографическим изменением. Для подтверждения статуса «закатного города» необходимо серьёзное исследование и надёжные источники, такие как записи налоговой и переписей, статьи в газетах, истории округа и файлы Управления общественных работ.

## Применение к другим небелым
Афроамериканцы не были единственными людьми, которых изгоняли из своих городов. Одним примером этого, приводимым Лауэном, является то, что в 1870 году китайцы составляли треть населения штата Айдахо. После волны насилия и антикитайского собрания в Бойсе, к 1910 году практически никого из них не осталось:51. По словам Лауэна, в городе Гарднервилл (штат Невада) каждый день свистели в 6 часов вечера, говоря таким образом коренным американцам покинуть город до заката:23. В число многочисленных дорожных знаков, документированных в первую половину XX века, входят:
- В Колорадо: «Никаких мексиканцев после заката» (англ. No Mexicans After Night);
- В Коннектикуте: «Только белые в пределах города после наступления темноты» (англ. Whites Only Within City Limits After Dark).

Евреям также запрещалось жить в некоторых «закатных городах», таких как Дарьен (штат Коннектикут) и Лейк-Форест (штат Иллинойс), последний из которых сохранял антиеврейские и антиафроамериканские ковенанты до 1990 года.
В статье Марии Маруланды 2010 года в Fordham Law Review, озаглавленной Preemption, Patchwork Immigration Laws, and the Potential for Brown Sundown Towns она рассказывает о возможности исключения нечернокожих из городов в США. Маруланда утверждает, что иммиграционное законодательство и постановления в некоторых районах могут создать похожие на «закатные города» ситуации. Целью такого расового исключения в этом случае, вероятно, стали бы испаноязычные американцы.

## В культуре
В своём мемуаре I Know Why the Caged Bird Sings поэтесса Майя Энджелоу описывает «закатные города», существующие в частях Юга, упоминая Миссисипи как негостеприимный к афроамериканцам после заката штат: «Don’t let the sun set on you here nigger, Mississippi».